# Lochberg (bergstopp)
Lochberg är en bergstopp i Schweiz.   Den ligger i kantonen Uri, i den centrala delen av landet, 90 km öster om huvudstaden Bern. Toppen på Lochberg är 3 079 meter över havet, eller 243 meter över den omgivande terrängen. Bredden vid basen är 1,2 km.
Terrängen runt Lochberg är huvudsakligen bergig. Runt Lochberg är det glesbefolkat, med 15 invånare per kvadratkilometer.. Närmaste större samhälle är Airolo, 15,0 km sydost om Lochberg. 
Trakten runt Lochberg består i huvudsak av gräsmarker.